# Klemm Kl 26
Klemm Kl 26 foi uma aeronave alemã. Uma versão melhorada do Kl 25, tinha um motor mais potente e versatilidade para fazer uso de bóias ou esquis para aterrar em água ou na neve.